# Ланглинген
Ланглинген (нем. Langlingen) — община в Германии, в земле Нижняя Саксония.
Входит в состав района Целле. Подчиняется управлению Флотведель. Население составляет 2226 человек (на 31 декабря 2010 года). Занимает площадь 33,34 км².
Коммуна подразделяется на 6 сельских округов.
| Год  | Население |
| ---- | --------- |
| 1990 | 2085      |
| 1995 | 2189      |
| 2000 | 2290      |
| 2005 | 2328      |
| 2010 | 2260      |